# Svarttjärnen (Silbodals socken, Värmland, 660347-130140)
Svarttjärnen är en sjö i Årjängs kommun i Värmland och ingår i Göta älvs huvudavrinningsområde. Sjöns area är 0,009 kvadratkilometer och den befinner sig 286 meter över havet.